# Tregua di Venezia
La pace di Venezia fu una tregua firmata nella città lagunare il 30 dicembre 1426 a conclusione della prima fase delle guerre di Lombardia. Non si tramutò mai in un vero trattato perché il duca di Milano si rimangiò la parola non ratificandolo e riprendendo la guerra.

## Il trattato
L'effetto storicamente più duraturo dell'accordo fu il passaggio di Brescia nella Repubblica di Venezia. Le forze viscontee erano state espulse dalla città già a marzo, e il 6 ottobre si era siglata la dedizione alla Serenissima.
L'azzardo milanese non fu poi premiato e anzi, con la successiva pace di Ferrara del 1428, i meneghini dovettero vedere anche Bergamo passare nelle mani di Venezia.